# ميلينا هاريتو
مالينا هاريتو  (بالألبانية: Milena Harito‏) ولدت في 4 أكتوبر 1966. سياسية وعضوة الحزب الاشتراكي الألباني
إنها وزير التعاون والإدارة العامة بين سبتمبر 2013 وسبتمبر من عام 2017. وهي تمثل حاليا ألبانيا في البناء الاقتصادي الإقليمي لدول البلقان.

## الحياة
تخرجت في عام 1989 من جامعة تيرانا في علوم الكمبيوتر وأصبحت مهندسة باحثة، وفي العام 1991 غادرت إلى فرنسا وفي العام 1993 أنهت دراستها حيث أنها حصلت على دبلوم الدراسات العليا المتخصصة في مجال الاتصالات وتكنولوجيا المعلومات في عام 1993 من جامعة بيير وماري كوري. أربع سنوات في وقت لاحق، حصلت على شهادة الدكتوراه.
بعد دراستها، انضمت إلى المركز الوطني للدراسات des والاتصالات السلكية واللاسلكية (CNET)، ثم مع المواقف المختلفة مع البرتقال S. A. في فرنسا.
دخلت الحياة السياسية الألبانية في العام 2012، وفي العام التالي 2013 أصبحت عضوة في البرلمان الألباني
في أعقاب الانتخابات البرلمانية التي جرت في 23 يونيو / حزيران 2013 التي فاز بها مركز-يسار، لقد كان اسمه في 15 أيلول / سبتمبر، وزير التعاون والإدارة العامة في حكومة رئيس الوزراء الاشتراكي ايدي راما.
قادت عدة إصلاحات، مثل التوظيف مهنة الخدمة المدنية من شروط عملية الاندماج في الاتحاد الأوروبي. بشراكة مع المدرسة الوطنية للإدارة (ENA) قد ساعد على تعزيز الألباني أكاديمية الإدارة العامة (أسبا).
في عام 2016، كانت تشريعا تحويل الخدمة العامة العمليات والمعايير من خلال زيادة استخدام الأدوات الرقمية. هذا مبتكرة تم إصلاح موضوع المنشورات الدولية. كما أدى الانتقال إلى التلفزيون الرقمي الأرضي، الانتقال من تكنولوجيا الجيل الثالث 3G إلى 4G لمشغلي الهاتف الجوال وخلق آليات الدعم للمشاريع المبتدئة مع مساعدة من الحكومة الإيطالية.

### الحياة الاجتماعية
متزوجة ولديها طفلان.

## الجوائز
- (2017) وسام الاستحقاق الوطني/فرنسا.[7]